# Káraborg
Káraborg är en kulle i republiken Island. Den ligger i regionen Norðurland vestra, 150 km norr om huvudstaden Reykjavík. Toppen på Káraborg är 476 meter över havet.
Trakten runt Káraborg är nära nog obefolkad, med mindre än två invånare per kvadratkilometer. Närmaste större samhälle är Hvammstangi, nära Káraborg. Trakten runt Káraborg består i huvudsak av gräsmarker.